# Pulsatrix koeniswaldiana
Pulsatrix koeniswaldiana là một loài chim trong họ Strigidae.